# Hanna Pachniewska-Betley
Hanna Elżbieta Pachniewska-Betley (ur. 1910 w Borzęcinie, zm. 1987) – polska malarka.

## Życiorys
Była córką Zygmunta Andrzeja i Janiny z Janowskich.
Studiowała w warszawskiej Akademii Sztuk Pięknych pod kierunkiem rektora uczelni – Tadeusza Pruszkowskiego. Kształciła się także we Francji, Włoszech i Wiedniu. Należała do formacji artystycznej „Grupa Czwarta”, założonej w 1935 przez uczniów Pruszkowskiego. Przystąpiła również do Bloku Zawodowego Polskich Artystów Plastyków.
W 1937 uczestniczyła w wystawie „Łowiectwo w sztuce polskiej” zorganizowanej przez Towarzystwo Zachęty Sztuk Pięknych w Warszawie. W grudniu tego samego roku na IX Salonie Malarskim Instytutu Propagandy Sztuki otrzymała nagrodę w kwocie 250 zł od prezesa Pocztowej Kasy Oszczędności za obraz olejny Dziewczynka w kapeluszu.
Po zakończeniu II wojny światowej i objęciu rządów w Polsce przez władzę ludową włączyła się w główny nurt tzw. malarstwa zaangażowanego. Stała się reprezentantką i propagatorką socrealizmu. W 1947 wystawiała swoje prace na „Salonie Warszawskim – Pierwszym Salonie Związku Polskich Artystów Plastyków Okręgu Warszawskiego” w Muzeum Narodowym w Warszawie. Patronowali mu m.in. Józef Cyrankiewicz, Władysław Gomułka i Marian Spychalski. Natomiast w 1950 wzięła udział w wystawie „Plastycy w walce o pokój”.
15 stycznia 1955 została odznaczona Medalem 10-lecia Polski Ludowej.

### Małżeństwo
W 1935 wyszła za mąż za malarza Jana Betleya. Poznali się na studiach w ASP.

## Wybrana twórczość

### Malarstwo
- Portret babci, 1930
- Dziewczynka w kapeluszu, 1937
- Słonecznik, 1938
- Przyjemny odpoczynek, 1938
- Widok na Teatr Wielki, 1941
- Powojenna Warszawa, 1945 – obraz-szkic
- Wnętrze, 1947
- Pejzaż impresyjny, 1947
- Krystyna, 1947
- Różowy dzbanek, 1947
- Przedszkole, 1950
- Portret Hanki Sawickiej
- Krajobraz, 1956
- Kwiaty w wazonie, 1961
- Bukiet kwiatów, 1964
- Pejzaż z Nowego Sącza
- Kompozycja z elementami formistycznymi

## Odznaczenia i nagrody
- Medal 10-lecia Polski Ludowej, 1955
- Nagroda prezesa P.K.O. w kwocie 250 zł za obraz olejny Dziewczynka w kapeluszu na IX Salonie Malarskim Instytutu Propagandy Sztuki, 1937

## Uwaga
1. ↑  Stanisław Łoza w swoim leksykonie Czy wiesz kto to jest podaje 1911 jako rok jej urodzenia[1].